# Spathius critolaus
Spathius critolaus är en stekelart som beskrevs av Nixon 1939. Spathius critolaus ingår i släktet Spathius och familjen bracksteklar. Inga underarter finns listade i Catalogue of Life.